# Jiří Grospič (fotbalista)
Jiří Grospič (22. března 1948 – 2. dubna 2008) byl český fotbalista, obránce.

## Fotbalová kariéra
V československé lize hrál za Slavii Praha. Nastoupil ve 118 ligových utkáních a dal 5 gólů. V Poháru vítězů pohárů nastoupil ve 2 utkáních a v Poháru UEFA nastoupil v 1 utkání. V roce 1977 byl zvolen nejlepším fotbalistou Slavie. Dále hrál i za Lokomotivu Nymburk a VTŽ Chomutov.

## Ligová bilance
| Ročník                                   | Zápasy | Góly | Klub         |
| ---------------------------------------- | ------ | ---- | ------------ |
| 1. československá fotbalová liga 1970/71 | 1      | 0    | Slavia Praha |
| 1. československá fotbalová liga 1971/72 | 17     | 0    | Slavia Praha |
| 1. československá fotbalová liga 1972/73 | 28     | 2    | Slavia Praha |
| 1. československá fotbalová liga 1973/74 | 28     | 2    | Slavia Praha |
| 1. československá fotbalová liga 1974/75 | 18     | 1    | Slavia Praha |
| 1. československá fotbalová liga 1975/76 | 12     | 0    | Slavia Praha |
| 1. československá fotbalová liga 1976/77 | 14     | 0    | Slavia Praha |
| Česká národní fotbalová liga 1978/79     | -      | -    | VTŽ Chomutov |
| CELKEM 1. liga                           | 118    | 5    |              |